# Olga Paterlini
Olga Paterlini de Koch (n. San Miguel de Tucumán, 22 d'abril de 1946) és una arquitecta argentina. Exerceix com a Professora d'Història de l'Arquitectura i com a Directora de l'Institut d'Història i Patrimoni i del Mestratge en Història d'Arquitectura i Urbanisme Llatinoamericà de la Universitat Nacional de Tucumán. Des de 2014 és Degana de la Facultat d'Arquitectura i Urbanisme de la UNT. És professora permanent i convidada en diverses carreres de postgrau en altres universitats del país i ha estat nomenada Distinguished Professor per la Universitat d'Illinois.

## Biografia
En 1964 obté el seu títol de Batxiller Científic a l'Escola i Liceu Vocacional Sarment, pertanyent a la Universitat Nacional de Tucumán. En 1971 obté el seu títol d'Arquitecta per la mateixa universitat. També allí en 2006 obté el seu títol de Doctora Arquitecta amb la tesi: San Miguel de Tucumán 1850-1920: la gestió de la ciutat, estudis que inicia en 1998.

## Trajectòria
Paterlini comparteix el seu treball entre la docència i la recerca. És pionera a participar en projectes de recerca al país des de 1969. En la dècada de 1990 comença a exercir-se com a Directora de projectes i en 2000 dirigeix Programes de recerca. Els temes que desenvolupen tenen estreta relació amb la seva àrea d'acompliment, però així mateix manifesten un interès profund per fomentar el coneixement sobre la seva regió, el nord-oest de l'Argentina. Investiga temes referits al paisatge cultural de la producció, a l'arquitectura, l'urbanisme i el patrimoni cultural de la regió, a més de mètodes i teories útils per a recerques d'història urbana. Uns dels centres d'interès investigativo són els Enginys sucreres del Nord Argentí, Pobles i Regions Històrics; i sobre protecció legal del Paisatge Cultural de la Feta fallida de Humahuaca, Patrimoni de la Humanitat. És Directora del Programa de Recerca El Patrimoni Urbà i Arquitectònic del Nord-oest Argentí, en el seu context iberoamericà que compta amb la tutela de la UNESCO. Participa des de 2012 com a responsable de l'equip de la UNT, del Programa d'Enfortiment de Xarxes Interuniversitàries del Ministeri d'Educació de la Nació, al costat d'altres institucions com la Universitat de la República, Uruguai; la Universitat Presbiteriana Mackenzie, Brasil i la Universitat Politècnica de Catalunya, Espanya. Ha dirigit 25 treballs, entre becaris i tesistas amb estudis vinculats a paisatges culturals i patrimoni cultural.
A partir de les seves recerques dirigeix treballs pioners al país sobre rehabilitació de pobles històrics i àrees urbanes de l'Argentina i Bolívia (Conservació i Desenvolupament de l'Àrea Central de Salta; Rehabilitació de Pobles Històrics-Vila de Medinas; Conservació del Centre Històric de San Miguel de Tucumán), així com al Programa de Desenvolupament Social i Cultural a través de la recuperació de Monuments Històrics. La seva experiència condueix a la seva participació com a Delegada, Vocal i Assessora de la Comissió Nacional de Monuments que integra organitzacions civils per a la salvaguarda del patrimoni i vicepresident del Comitè Argentí de ICOMOS (Consell Internacional de Monuments i Llocs). Paterlini ha actuat com a funcionària pública en el càrrec de la Secretaria de Planificació de la ciutat de Tucumán.
A partir de 1967 comença a treballar en docència, iniciant-se com a auxiliar docent fins a arribar a Professor Titular amb dedicació exclusiva, en els 2000 fonamentalment en assignatures relacionades a la història, la seva àrea d'especialització. Paterlini ha compartit molts d'aquests espais junt Alberto Nicolini.

## Publicacions
Olga Paterlini ha realitzat un centenar de publicacions i presentacions a reunions científiques en l'àmbit nacional i internacional, la majoria de les quals es refereixen al paisatge de la producció i al paisatge cultural del nord-oest argentí. Entre elles citem:
- Paterlini, Olga (2014).  «Pueblos de la producción industrial: los ingenios azucareros». A: Patrimonio Arquitectónico Argentino. Memoria del Bicentenario. Tomo II (1880 -1920).  Buenos Aires: CEDODAL, Comisión Nacional de Museos y Monumentos y Lugares Históricos, 2014. ISBN 9789873772016.
- Paterlini, Olga (2014).  Eduardo Sacriste.  Buenos Aires: ARQ Clarín, 2014. ISBN 9789870728603.
- Paterlini, Olga; Moreno, Daniela (2009).  Patrimonio arquitectónico de la Universidad Nacional de Tucumán.  Tucumán: Edunt, 2009. ISBN 978-987-1366-33-0.
- Nicolini, Alberto; Paterlini, Olga (2007).  «La arquitectura de Eduardo Larrán en Salta». A: Eduardo Larrán. Arquitectura Moderna del Noroeste Argentino.  Buenos Aires: CEDODAL, 2007. ISBN 978-987-1033-25-6.
- Paterlini, Olga (1987).  Pueblos Azucareros de Tucumán.  Tucumán: Instituto Argentino de Investigaciones de Historia de la Arquitectura y el Urbanismo, 1987.
- Nicolini, Alberto; Paterlini, Olga; Silva, Marta (1987).  El Patrimonio arquitectónico de los argentinos. Tucumán, Santiago, Catamarca.  Buenos Aires: SCA, 1987.: SCA. </ref>